# Кодай кёрёнд (станция метро)
«Кодай кёрёнд» (венг. Kodály körönd — «Круговой перекрёсток имени Золтана Кодая») — станция Будапештского метрополитена на линии M1 (жёлтой).
Станция расположена под одноимённой площадью на ключевой магистрали центральной части Пешта проспекте Андраши. На участке между станциями «Байчи-Жилински ут» и «Хёшёк тере» линия M1 идёт под проспектом Андраши.
Станция была открыта 2 мая 1896 года в составе первой линии Будапештского метрополитена, ставшей и первой линией метрополитена в континентальной Европе.
«Кодай кёрёнд» — станция мелкого заложения с двумя боковыми платформами.